# Tone Cerer
Tone Cerer, slovenski plavalec, * 30. oktober 1916, Kamnik, † 25. maj 2006, Cleveland, ZDA.

## Življenjepis
Cerer je že pred 2. svetovno vojno nastopal v takratni Jugoslaviji in osvojil številne naslove državnega prvaka. Zaradi neprimernih razmer za treniranje je bil že takrat pobudnik izgradnje plavalnega bazena. Ta želja se mu je z izgradnjo bazena v letu 1951 uresničila.
Na evropskem prvenstvu leta 1938 v Londonu je osvojil bronasto medaljo na 200 m prsno. Prav tako je osvojil bronasto medaljo na 200 m prsno na evropskem prvenstvu v Monte Carlu leta 1947. Udeležil se je tudi XI. olimpijskih iger leta 1936 v Berlinu in XIV. iger leta 1948 v Londonu, kjer je na 200 m osvojil peto mesto. Ta rezultat velja še danes (2008) za najboljši dosežek kakega slovenskega plavalca na olimpijskih igrah.
Po končani športni karieri je zaradi razmer, ki so vladale v takratni Jugoslaviji leta 1956 emigriral v ZDA, kjer se je kot starostnik udeleževal veteranskih svetovnih prvenstev. Kot veteran je dosegel več svetovnih rekordov v različnih starostnih kategorijah. V zadnjih letih se je rad vračal v Kamnik. Za vse dosežene uspehe je postal 1996 častni občan občine Kamnik. Umrl je maja 2006 v Ameriki. Pokopan je v rodnem Kamniku.